# Bonnetina cyaneifemur
Bonnetina cyaneifemur é uma espécie de aranha pertencente à família Theraphosidae. Endêmica do México.